# جوزيف إس. فولر
جوزيف إس. فولر (بالإنجليزية: Joseph S. Fowler)‏ هو محامي وسياسي أمريكي، ولد في 31 أغسطس 1820 في الولايات المتحدة، وتوفي في 1 أبريل 1902 في نفس البلد. حزبياً، نشط في الحزب الجمهوري. وقد انتخب عضو مجلس الشيوخ الأمريكي.